# Egipt
Egipt (arabsko Jumhuriyat Misr al-Arabiyah / Arabska republika Egipt), mednarodna oznaka RG / EGY, je velika država v severovzhodni Afriki, vključuje pa tudi polotok Sinaj, ki ga imamo lahko za del Azije. Glavno območje poselitve je okoli reke Nil. Velik del površja dežele zavzema puščava Sahara z zelo redko poselitvijo. Glavno mesto je Kairo. Egipt na severu meji na Sredozemsko morje, na zahodu na Libijo, na jugu na Sudan, na severovzhodu na Izrael in Gazo ter na vzhodu na Rdeče morje. Egipt nadzira Sueški prekop med Sredozemskim in Rdečim morjem.
Egipt je medcelinska država, ki velja za eno največjih sil v Severni Afriki, Sredozemlju, na afriški celini, v porečju Nila, islamskem svetu in ob Rdečem morju. Pokriva območje 997.739 kvadratnih kilometrov. Egipt je ena najbolj naseljenih držav v Afriki in Bližnjem vzhodu, pri čemer velika večina njenih 102,3 milijona prebivalcev živi v bližini reke Nil, na območju, velikem le 40.000 kvadratnih kilometrov, ki je tudi edini kraj, primeren za poljedelstvo. Velika območja puščave Sahare so redko poseljena. Okoli polovica Egipčanov živi v urbanih območjih, od tega velika večina v gosto poseljenih območjih, kot so Kairo, Aleksandrija in druga večja mesta ob delti Nila.
Egipt je znan zaradi svoje antične civilizacije in zaradi nekaterih svetovno znanih spomenikov, kot sta kompleks piramid pri Gizi in velika sfinga. V južnem mestu Luksor so številni starodavni spomeniki, kot sta Karnak in Dolina kraljev. Egipt na splošno velja za pomemben politični in kulturni narod na Bližnjem vzhodu.
Egipt ima eno najbolj razvitih gospodarstev s področji, kot so turizem, poljedelstvo, industrija in storitve, ki so državnega pomena. Zato se egiptovsko gospodarstvo hitro razvija, deloma tudi zaradi zakonodaje, katere cilj je z notranjo in politično stabilnostjo, trgovino ter stabilizacijo trga privabiti dobre tuje investitorje. S 1. januarjem 2024 je država tudi članica mednarodnega gospodarskega združenja BRICS.

## Ime
Beseda Egipt izhaja iz starogrške besede aígyptos (Αἴγυπτος) prek srednjefrancoske besede egypte in latinske aegyptus. To se kaže na zgodnjegrških tablicah v linearni pisavi B kot a-ku-pi-ti-yo. Pridevnik aigýpti-, aigýptios je sposojen iz koptskega gyptios in od tam v arabščino kot qubṭī, nazaj preoblikovano v قبط - qubṭ, od koder je angleško copt. Grško obliko so si sposodili iz poznoegipčanskega (amarna) Hikuptah »Memphis«, kar je napačna razlaga prejšnjega egiptovskega imena Hwt-ka-Ptah (⟨ḥwt-k-ptḥ⟩) v pomenu »dom ka (duša) od Ptah«, ime tempeljskega boga Pta v Memfisu. Strabon je pripisal besedo ljudski etimologiji, po kateri aígyptos (Αἴγυπτος), ki se razvije kot skovanka iz aigaiou huptiōs (Aἰγαίου ὑπτίως), pomeni »pod Egejskim morjem«.
Misr (v arabščini: مصر) je klasična koranska arabščina in sodobno uradno ime Egipta, medtem ko je Maṣr (egipčanska arabščina: مصر) lokalna izgovarjava v egiptovski arabščini. Ime je semitskega izvora, neposredno sorodno z drugimi semitskimi besedami za Egipt kot v hebrejščini מִצְרַיִם  (Mitzráyim). Beseda je prvotno pomenila »metropola« ali »civilizacija« in pomeni »država« ali »mejna dežela«.
Egipčansko ime države pomeni črna podlaga ali črna zemlja in se nanaša na rodovitno črno prst na poplavnih ravnicah Nila, ločenih od dešreta (⟨dšṛt⟩) oziroma »rdeče zemlje« puščave.  To ime se pogosto sliši kot kemet ali se verjetno izgovarja [kuːmat] v egipčanščini.  V koptski fazi egiptovskega jezika se pojavi kot kēme in kēmə, v zgodnjem grškem kot xημία (khēmía). Drugo ime je bilo ⟨tꜣ-mry⟩ »dežela na bregu«.  Imeni za Gornji in Spodnji Egipt sta bili Ta-Sheme'aw − »ostra dežela« in Ta-Mehew − »severna dežela«.

## Zgodovina

### Prazgodovina in Stari Egipt
Obstajajo dokazi o skalnih rezbarijah vzdolž teras ob Nilu in v puščavskih oazah. V 10. tisočletju pred našim štetjem je kulturo lovcev, nabiralcev in ribičev nadomestila kultura poljedelcev. Podnebne spremembe ali čezmerna paša okoli 8000 pred našim štetjem so začele v Egiptu sušiti pašna zemljišča in ustvarile Saharo. Zgodnji plemenski narodi so se selili ob reki Nil, kjer so razvili ustaljeno kmetijsko gospodarstvo in bolj centralizirano družbo.
Okoli 6000 pr. n. št. so bile v dolini Nila že zakoreninjene neolitske kulture. V neolitiku se je v Zgornjem in Spodnjem Egiptu neodvisno razvilo več preddinastičnih kultur. Badarsko kulturo in nato nakadsko običajno obravnavajo kot predhodnici dinastičnega Egipta. Merimda, najzgodnejše znano mesto Spodnjega Egipta, je nastalo okoli sedemsto let pred badarskim obdobjem. Sočasno so spodnje  egipčanske skupnosti sobivale s svojimi južnimi sosedi več kot dva tisoč let, kulturno različne, vendar so ohranjale pogoste trgovinske stike. Najzgodnejši znani dokaz egiptovskih hieroglifskih napisov se je pojavil v preddinastičnem obdobju na lončeni posodi Nakada III, datirani okoli 3200 pred našim štetjem. 
Združeno kraljestvo je ustanovil kralj Menes okoli 3150 pr. n. št., kar je vodilo do vrste dinastij, ki so vladale v Egiptu prihodnja tri tisočletja. Egipčanska kultura je cvetela v tem dolgem obdobju in ostala izrazito samosvoja v svoji veri, umetnosti, jeziku in običajih. Prvi dve vladajoči dinastiji sta združeni Egipt obvladovali v obdobju Starega kraljestva, okoli 2700–2200 pr. n. št., zgradili sta veliko piramid, od katerih so znani zlasti Džoserjeva piramida tretje in kompleks piramid v Gizi četrte dinastije.
Prvo vmesno obdobje je trajalo v obdobju političnega preobrata približno 150 let. Močne poplave Nila in stabilizacija vlade so prinesle novo obdobje blaginje v državi v Srednjem kraljestvu, okoli 2040 pred našim štetjem, z vrhuncem v času vladavine faraona Amenemheta III. Drugo obdobje neenotnosti je napovedalo prihod prve tuje vladajoče dinastije v Egiptu, semitskih Hiksov. Zavojevalski Hiksi so zasedli velik del Spodnjega Egipta okoli 1650 pred našim štetjem in ustanovili novo glavno mesto Avaris. Izrinili so zgornje egiptovske sile Ahmosa I., ki je ustanovil osemnajsto dinastijo in preselil prestolnico iz Memfisa v Tebe.
Novo kraljestvo v letih okoli 1550–1070 pr. n. št. se je začelo z osemnajsto dinastijo. V tem obdobju je prišlo do vzpona Egipta kot mednarodne sile, imperij je v obdobju svojega največjega obsega segal proti jugu vse do Tombosa v Nubiji in vključeval dele Levanta na vzhodu. To obdobje zaznamujejo nekateri najbolj znani faraoni, kot so faraonka Hačepsut, Tutmozis III., Akenaten in njegova žena Nefretete, Tutankamon in Ramzes II. Prav tako v to obdobje, v čas Ehnatonove vladavine, datira prvi zgodovinsko potrjen izraz monoteizma. Pogosti stiki z drugimi narodi so prinesli nove ideje. Državo so kasneje napadli in osvojili Libijci, Nubijci in Asirci, vendar so jih avtohtoni Egipčani na koncu premagali in ponovno pridobili nadzor nad ozemljem.
Trideseta dinastija je bila zadnja domača vladajoča dinastija v faraonski dobi. Leta 343 pred našim štetjem je bil zadnji domači faraon kralj Nektanebo II., ki je bil poražen in je padel v bitki s Perzijci. Enaintrideseto, perzijsko, dinastijo je že nekaj desetletij kasneje porazil Aleksander Veliki, nakar je Egiptu zavladal njegov grški general, Ptolemaj I. Soter.

### Ptolemajski in Rimski Egipt
Ptolemajsko kraljestvo je bila močna helenistična država, ki se je raztezala od južne Sirije na vzhodu do Kirene na zahodu in na jugu do meje z Nubijo. Aleksandrija je postala glavno mesto in središče grške kulture in trgovine. Da bi pridobili priznanje avtohtonega egiptovskega prebivalstva, so se razglasili za naslednike faraonov. Poznejši Ptolemajci so prevzeli egiptovsko tradicijo, se upodabljali na javnih spomenikih v egipčanskem slogu in oblačilih ter sodelovali pri egiptovskem verskem življenju.
Zadnji vladar ptolemajske veje je bila Kleopatra VII., ki je storila samomor po pogrebu svojega ljubimca Marka Antonija, ki ji je umrl v naročju, potem ko je Oktavijan zajel Aleksandrijo in so njeni plačanci pobegnili. Ptolemajce so ogrožali upori avtohtonih Egipčanov, bili so vključeni v tuje in državljanske vojne, kar je pripeljalo do padca kraljestva in njegovo priključitev Rimu. Kljub temu je helenistična kultura v Egiptu še naprej uspevala tudi po muslimanskih osvajanjih.
Krščanstvo je prišlo v Egipt s svetim Markom Evangelistom v 1. stoletju. Dioklecijanova vladavina je v Egiptu zaznamovala prehod iz rimskega v bizantinsko obdobje, ko so bili preganjani številni egiptovski kristjani. Nova zaveza je bila do takrat prevedena v egiptovski jezik. Po kalcedonskem koncilu leta 451 je bila egiptovska koptska cerkev ločena. 

### Srednji vek
Bizantinci so ponovno pridobili nadzor nad državo po kratkem perzijskem vdoru zgodaj v 7. stoletju, 639 do 642, ko je Egipt napadel in osvojil islamski imperij z muslimanskimi Arabci. Ko so premagali bizantinsko vojsko v Egiptu, so Arabci v državo prinesli sunitski islam. Kmalu v tem obdobju so Egipčani začeli z mešanico svoje nove vere z avtohtonimi prepričanji in praksami, kar je dalo različna sufistična pravila. Ti obredi so preživeli obdobje koptskega krščanstva.

### Mohamedova doba
Islamski prerok Mohamed je imel prvi stik z ljudmi iz Egipta med ekspedicijo Zaida ibn Haritha v Hismo. Poslal je Hatiba bin Abija Baltaeha s pismom kralju Egipta, imenovanem Mukavkis.  V dopisu je Mohamed dejal: "Vabim vas, da sprejmete islam, Alah je vzvišen, in vas nagradi dvakrat.  Ampak če nočete, nič zato, saj boste nosili breme zločinstva vseh Koptov." Med ekspedicijo je bil eden odposlancev Mohameda Dihjah bin kalif Kalbi napaden in Mohamed je poslal Zaida Ibna Haritha, da bi mu pomagal. Dihja prosi pleme Banu Dubajba, ki je sprejelo islam, za pomoč. Ko je novica dosegla Mohameda, je takoj odposlal Zaida ibn Haritha s 500 možmi, da jih kaznuje. Muslimanska vojska se je borila z Banujem Judhamom, ubitih je bilo več ljudi, vključno z njihovim vodjo, Al-Hunaidom ibn Aridom in njegovim sinom, ujeli so 1000 kamel, 5000 govedi in 100 žensk in dečkov. Novi vodja Banu Judham, ki je sprejel islam, se je pritožil Mohamedu in Mohamed jih je oprostil. 

### Islamsko obdobje
Muslimanski vladarji Islamskega kalifata so imeli nadzor nad Egiptom naslednjih šest stoletij s Kairom kot sedežem kalifata pod Fatimidi. S koncem kurdske dinastije Ajubidov so Mameluki, turško-čerkeška vojaška kasta, leta 1250 prevzeli nadzor. Do poznega 13. stoletja je bil Egipt povezan prek Rdečega morja z Indijo, Malezijo in Vzhodno Indijo. Sredi 14. stoletja je črna smrt pomorila okoli 40 % prebivalcev države. Hatib bin Abi Baltaeh, kralj Egipta, je pozval Al-Mukavkisa, da sprejme islam.

### Egipčanski ejalet
Egipt so osvojili Turki leta 1517, nakar je postal provinca Osmanskega cesarstva. Obrambna militarizacija je uničila civilno družbo in gospodarske institucije. Slabitev ekonomskega sistema v kombinaciji z učinki kuge so povzročile, da je bil Egipt dovzeten za tuje vdore. Portugalski trgovci so prevzeli njihovo trgovino. Med letoma 1687 in 1731 je Egipt doživel šest let lakote. Množična lakota je do leta 1784 zahtevala približno šestino prebivalstva. 
Egipt je bil vedno problematična provinca za osmanski nadzor, deloma tudi zaradi stalne moči in vpliva Mamelukov, egiptovske vojaške kaste, ki je vladala v državi že več stoletij. Kot tak je Egipt ostal na pol avtonomen, dokler ga niso napadle francoske sile Napoleona I. leta 1798. Potem ko so Francoze izgnali, je moč leta 1805 pridobil Mohamed Ali Paša, albanski vojaški poveljnik otomanske vojske v Egiptu.
Egipt pod dinastijo Mohameda Alija je ostal otomanska provinca. Leta 1867 mu je bil dodeljen status avtonomne vazalne države ali Kedivata. Isma'il in Tewfik Paša vladata Egiptu kot kvazi neodvisni državi pod otomansko nadvlado do britanske zasedbe leta 1882. Kedivat Egipt (1867–1914) je ostal pravno otomanska provinca do 5. novembra 1914, ko je bil razglašen britanski protektorat kot odziv na odločbo mladih Turkov Otomanskega cesarstva, da se pridružijo svetovni vojni na strani centralnih sil.

### Dinastija Mohameda Alija
Potem ko so Francozi porazili Britance, je v Egiptu nastal vakuum moči, sledili so trije načini boja za oblast med Turki, egiptovskimi Mameluki, ki so vladal Egiptu stoletja, in albanskimi plačanci v službi Turkov. Končalo se je z zmago Albancev, ki jih je vodil Mohamed Ali.
Medtem ko je nosil naslov podkralja Egipta, je bila njegova podrejenost Osmanskemu cesarstvu zgolj simbolična. Mohamed Ali je ustanovil dinastijo, ki je vladala Egiptu do revolucije leta 1952. V kasnejših letih je dinastija postala britanska lutka. 
Uvedba dolgo rezanega bombaža leta 1820 je preoblikovala kmetijstvo v monokulturno pred koncem stoletja s poudarkom na lastništvu zemljišč in preusmeritvi proizvodnje na mednarodne trge.
Mohamed Ali je zasedel severni Sudan (1820–1824), Sirijo (1833) in dele Arabije in Anatolije. Leta 1841 so ga evropske sile v strahu, da ne bi bilo osvojeno otomansko cesarstvo, prisilile, da vrne večino svojih osvojenih ozemelj Turkom. Njegova vojaška ambicija je narekovala posodobitev države: zgradil je industrijo, sistem kanalov za namakanje in promet, reformiral je javno upravo.
Mohamed Ali Paša je razvil veliko posodobljeno vojsko. Uvedel je nabor moških kmetov in s tem  ustvaril svojo veliko vojsko. Izobraževanje in usposabljanje novih vojakov ni bila opcija; novi koncepti so bili uveljavljeni z izolacijo. Zamera na vojaški način življenja je sčasoma zbledela in nova ideologija se je prijela kot nacionalizem in ponos.
Mohameda Alija je na kratko nasledil njegov sin Ibrahim (v septembru 1848), nato pa vnuk Abas I. (v novembru 1848), za njim Said (leta 1854) in Ismail (leta 1863).
Sueški prekop, zgrajen v partnerstvu s Francozi, je bil končan leta 1869. Njegova gradnja je povzročila velik dolg evropskim bankam in nezadovoljstvo prebivalstva zaradi velike obdavčitve. Leta 1875 je bil Ismail prisiljen prodati delež Egipta v kanalu  britanski vladi. Posledica je bila uvedba britanskih in francoskih kontrolorjev v naslednjih treh letih ter "s finančno močjo lastnikov obveznic, ki so stali za njimi, resnična moč v vladi." 
Lokalno nezadovoljstvo z Ismailom in evropskim vdorom je leta 1879 pripeljalo do nastanka prvih nacionalističnih skupin z Ahmadom Urabijem. V bojazni za zmanjšanje njihovega nadzora sta Velika Britanija in Francija vojaško obstreljevali Aleksandrijo in drobili egiptovsko vojsko v bitki pri Tel el Kebirju. Pod Ismailovim sinom Tevfikom je Egipt postal dejansko britanski protektorat. Leta 1906 je Dinshawayev incident spodbudil več nevtralnih Egipčanov, da so se pridružili nacionalističnemu gibanju.
Leta 1914 je protektorat postal uraden, naslov predsednika države je bil spremenjen v sultan, da bi nakazoval zakrnelo nadvlado otomanskega sultana, ki je dobil centralno moč v prvi svetovni vojni. Abaz II. je bil odstavljen kot kediv, nadomestil ga je njegov stric, Husein Kamel kot sultan.  
Po prvi svetovni vojni sta Saad Zaghlul in partija Wafd vodila egiptovsko nacionalistično gibanje z večino v lokalni zakonodajni skupščini. Ko so Britanci izgnali Zaghlula in njegove sodelavce na Malto 8. marca 1919, je država nastala v svoji prvi moderni revoluciji. Upor je vodil vlado Združenega kraljestva, da je izdala enostransko razglasitev neodvisnosti Egipta 22. februarja 1922.
Nova vlada je leta 1923 pripravila in sprejela ustavo, ki je temeljila na parlamentarnem sistemu. Saad Zaghlul je bil izvoljen za predsednika vlade v Egiptu leta 1924. Leta 1936 je bila sklenjena anglo-egiptovska pogodba. Nadaljevanje nestabilnosti zaradi preostalega britanskega vpliva in povečanja politične udeležbe je pripeljalo do razpustitve parlamenta in vojaškega državnega udara, znanega kot revolucija 1952. Gibanje Free Officers (arabsko حركة الضباط الأحرار‎ Ḥarakat aḍ-Ḍubbāṭ al-ʾAḥrār) je prisililo kralja Faruka, da abdicira v korist svojega sina Fuada. Britanska vojska je bila v Egiptu do leta 1954.

### Republika
Po revoluciji 1952 z gibanjem svobodnih častnikov je Egiptu vladala vojska. 18. junija 1953 je egiptovska republika določila generala Mohameda Naguiba za prvega predsednika republike.

#### Vladanje predsednika Naserja
Naguiba je leta 1954 prisilil k odstopu Gamal Abdel Naser – pravi arhitekt gibanja 1952 – in ga kasneje dal v hišni pripor. Naser je prevzel oblast kot predsednik v juniju 1956. Britanske sile so se umaknile iz cone zasedenega Sueškega prekopa 13. junija 1956, ko je nacionalizacija Sueškega prekopa 26. julija 1956 sprožila sueško krizo.
Leta 1958 sta Egipt in Sirija oblikovali suvereno unijo, znano kot Združena arabska republika. Zveza je bila kratkotrajna in se je končala leta 1961, ko se je Sirija odcepila. Med svojim obstojem je bila Združena arabska republika tudi v ohlapni konfederaciji s Severnim Jemnom (uradno Mutawakkilite kraljestvo Jemen), znano kot Združene arabske države. Leta 1959 je bila Palestina iz Gaze vključena v Združene arabske republike pod pretvezo Arabske unije in ni bila nikoli obnovljena.
V začetku leta 1960 je bil Egipt v celoti vključen v severno jemensko državljansko vojno. Egiptovski predsednik Gamal Abdel Naser je podprl jemenske republikance s kar 70.000 egiptovskimi vojaki in kemičnim orožjem. Kljub več vojaškim potezam in mirovnim konferencam vojna ni napredovala. Egipčanska zaveza v Jemnu je bila kasneje močno ogrožena.
V sredini maja 1967 je Sovjetska zveza izdala opozorilo Naserju o bližnjem izraelskem napadu na Sirijo. Čeprav je načelnik Mohamed Favzi preveril informacijo kot "neutemeljeno", je Naser 14. maja napotil svoje čete na Sinaj v bližino meje z Izraelom, 19. maja izgnal mirovnike ZN, nameščene na meji z Izraelom, in 23. maja zaprl ožino Tirane za izraelski ladijski promet. 26. maja je Naser izjavil, "bitka bo splošna in naš osnovni cilj bo, da se uniči Izrael". Izrael je ponovno poudaril, da je bilo zaprtje ožine Tirane casus belli. Leta 1967 je bila šestdnevna vojna, ko je Izrael napadel Egipt in zasedel Sinajski polotok in Gazo, ki jo je Egipt zasedal od leta 1948. Med vojno leta 1967 je bil sprejet zakon v sili in veljal do leta 2012, razen 18-mesečnega premora 1980–1981. V skladu s tem zakonom so bila policijska pooblastila razširjena, začasne ustavne pravice in cenzura pa legalizirana.
Ob padcu egiptovske monarhije v začetku leta 1950 je bilo manj kot pol milijona Egipčanov zgornji razred in bogatih, štiri milijone srednji razred in 17 milijonov nižji razred in revnih. Manj kot polovica vseh je bilo šoloobveznih otrok, večina od njih fantje. Naserjeva politika je to spremenila. Zemljiška reforma in distribucija, dramatična rast univerzitetno izobraženih in vladna podpora nacionalni industriji so močno izboljšale socialno mobilnost in stanje nasploh. Od študijskega leta 1953–1954 do 1965–1966 se je celotni javni šolski vpis več kot podvojil. Milijoni prej revnih Egipčanov so se z izobraževanjem in delovnimi mesti v javnem sektorju pridružili srednjemu razredu. Zdravniki, inženirji, učitelji, odvetniki, novinarji so bili glavnina srednjega razreda v Egiptu pod Naserjem.

#### Vladanje predsednika Sadata
Leta 1970 je predsednik Naser umrl in nasledil ga je Anvar Sadat. Sadat je potegnil Egipt v hladno vojno z izgonom sovjetskih svetovalcev leta 1972. Začel je politiko gospodarskih reform infitah, medtem ko je zajezil versko in posvetno opozicijo. Leta 1973 je Egipt skupaj s Sirijo nenadno napadel del ozemlja Sinajskega polotoka, ki ga je Izrael zajel 6 let prej. Sadat je zmagal, a dovolil, da se kasneje Sinaj vrne v zameno za mir z Izraelom. 
Leta 1975 je Sadat premaknil ekonomsko politiko Naserja in skušal uporabiti svojo priljubljenost za zmanjšanje vladnih uredb in spodbujanje tujih naložb s svojim programom infitah. S politiko spodbud, kot so nižji davki in uvozne tarife, je pritegnil nekaj vlagateljev, vendar so bile naložbe usmerjene predvsem v nizko tveganje in donosne posle, kot sta turizem in gradbeništvo. Čeprav je bila Sadatova politika namenjena posodobitvi Egipta in pomoči srednjemu razredu, je v glavnem koristila višjemu razredu in zaradi odprave subvencij za osnovna živila pripeljala leta 1977 do nemirov.
Sadat je opravil zgodovinski obisk v Izraelu leta 1977, kar je pripeljalo leta 1979 do mirovne pogodbe v zameno za izraelski umik s Sinaja. Pobuda Sadata je sprožila veliko polemik v arabskem svetu in privedla do izgona Egipta iz Arabske lige, vendar pa je bila podprta z večino Egipčanov. Sadata so umorili islamski skrajneži.

#### Vladanje predsednika Mubaraka
Mohamed Hosni Sajid Mubarak (arabsko محمد حسني سيد مبارك, ) je prišel na oblast po atentatu na Sadata in referendumu, na katerem je bil edini kandidat.
Hosni Mubarak je ponovno potrdil odnos Egipta z Izraelom. Doma je imel Mubarak resne težave. Čeprav sta se kmetijstvo in industrijska proizvodnja razširila, gospodarstvo ni dohajalo booma prebivalstva. Revščina in brezposelnost podeželskih družin sta povzročala dotok v mesta, kot je Kairo, kjer so se znašli v prenatrpanih slumih in jim je komaj uspevalo preživeti.
Leta 1980, 1990 in 2000 so teroristični napadi v Egiptu postali del vsakdana, napadalci so začeli ciljati na krščanske Kopte, tuje turiste in vladne uradnike. Leta 1990 je islamska skupina Al-Gama'a al-Islamiyya izvajala kampanjo nasilja, umorov in poskusov umorov uglednih pisateljev in intelektualcev, turistov in tujcev. Huda škoda je bila povzročena največjemu sektorju egiptovskega gospodarstva, turizmu.
Med Mubarakovim vladanjem je na politični sceni prevladovala demokratska stranka, ki jo je ustanovil Sadat leta 1978. 
17. novembra 1997 so 62 ljudi, večinoma turistov, pobili blizu Luksorja. Konec februarja 2005 je Mubarak napovedal reformo predsedniških volitev, ki naj bi utrla pot na volitve več kandidatom, vendar pa je nov zakon postavil omejitve o kandidatih in omogočil Mubaraku, da je bil enostavno ponovno izvoljen. Volilna udeležba je bila manjša od 25 %. Opazovalci volitev so opazili tudi vladno vmešavanje v volitve.
Poročilo opazovalcev Human Rights iz leta 2006 kaže na resne kršitve človekovih pravic, vključno z rutinskim mučenjem, samovoljnimi pridržanji in poskusi pred vojaškimi in državnimi varnostnimi sodišči. Leta 2007 je Amnesty International objavila poročilo, da je Egipt postal mednarodni center za mučenje, ko so drugi narodi poslali osumljence na zaslišanje, pogosto kot del vojne proti terorizmu. Egiptovsko zunanje ministrstvo je izpodbijalo to poročilo. 
Ustavne spremembe iz 19. marca 2007 so prepovedale osebam uporabo vere kot osnovo za politično dejavnost, omogočile pripravo nove protiteroristične zakonodaje, razširila obsežna policijska pooblastila za aretacije in nadzor in dale predsedniku moč, da razpusti parlament in konča sodno spremljanje volitev. Leta 2009 je dr. Ali El Deen Hilal Dessouki, medijski sekretar državne demokratske stranke, ki je opisal Egipt kot "faraonski" politični sistem in demokracijo kot "dolgoročni cilj". Dessouki je tudi izjavil, da "je pravi center moči v Egiptu vojska".

### Revolucija
25. januarja 2011 so se razširili protesti proti vladi Mubaraka. 11. februarja 2011 je Mubarak odstopil in pobegnil iz Kaira. Na trgu Tahrir v Kairu so izbruhnile ovacije. Egiptovska vojska je prevzela oblast. Mohamed Hussein Tantawi, predsednik vrhovnega sveta oboroženih sil, je postal dejansko začasni vodja države. 13. februarja 2011 je vojska razpustila parlament in začasno ustavo. Mubaraka so privedli pred sodišče, obtožen je bil korupcije ter , kraje ter umorov protestnikov. Po dveh letih v priporu je bil izpuščen in nikoli ni prestajal kazni. Leta 2020 je umrl zaradi zdravstvenih težav. V času svojega predsedovanja si je protipravno prilastil več miljard dolarjev vredno premoženje, katerega je skrival na tujih bančnih računih.
Ustavni referendum je bil 19. marca 2011. 28. novembra 2011 so bile v Egiptu prve parlamentarne volitve. Volilna udeležba je bila visoka in ni bilo nobenih poročil o večjih nepravilnostih ali nasilju. 24. junija 2012 je bil za predsednika izvoljen Mohamed Morsi. Morsi , profesor strojništva ter bivši inženir pri NASI, je bil tudi aktiven član Muslimanske bratovščine, katera pa je bila uradno prepovedana v Egiptu zaradi svojih skrajnih prepričanj. 2. avgusta 2012 je egiptovski premier Hisham Qandil napovedal njegov 35-članski kabinet z 28 novinci, vključno štirimi iz Muslimanske bratovščine.
Liberalne in posvetne skupine so izstopile iz ustavodajne skupščine zaradi poskusa uvedbe stroge islamske prakse, medtem ko je Muslimanska bratovščina podprla Morsija. 22. novembra 2012 je predsednik Morsi izdal odlok, da želi zaščititi delo ustavodajne skupščine.
Poteza je privedla do množičnih protestov in nasilnega ukrepanja celotnega Egipta. 5. decembra 2012 se je preko deset tisoč zagovornikov in nasprotnikov predsednika Morsija spopadlo, kar bi lahko imenovali največja nasilna bitka med islamisti in njihovimi sovražniki od revolucije v državi. Mohamed Morsi je ponudil "nacionalni dialog" z voditelji opozicije, vendar ga je zavrnila, da naj prekliče ustavni referendum iz decembra 2012.
30. junija 2013 so bili organizirani množični protesti po vsem Egiptu proti pravilom Morsija, kar je vodilo do izrinjenja Morsija iz vojske 3. julija 2013, ko je bila državnem udaru določena začasna vlada.
4. julija 2013 je 68-letni egiptovski sodnik Adly Mansour prisegel kot vršilec dolžnosti predsednika v novi vladi po odstranitvi Morsija. Vojska je zatrla Muslimansko bratovščino in njene privržence, tisoče je bilo zaprtih in stotine ubitih uličnih protestnikov. Veliko voditeljev in aktivistov Muslimanske bratovščine so obsodili na smrt ali dosmrtni zapor.
18. januarja 2014 je začasna vlada po referendumu uvedla novo ustavo, ki jo je podprlo 98,1 % volivcev. Udeležba je bila nizka, le 38,6 % registriranih volivcev. 26. marca 2014 je Abdel Fatah al Sisi, vodja egiptovske vojske, ki je v tem času imel nadzor v državi, izstopil iz vojske in napovedal, da bo kandidiral na predsedniških volitvah 2014. Sisi je prisegel kot predsednik Egipta 8. junija 2014. Muslimanska bratovščina ter nekatere liberalne in posvetne aktivistične skupine so bojkotirale glasovanje. 
Pravni sistem danes temelji na novi ustavi, ki je bila potrjena na referendumu januarja 2014. Enodomni parlament, po prehodu na v januarju 2014 spremenjeno ustavo. Poslanci služijo petletni mandat. V novem parlamentu je 568 izvoljenih članov in do 28 članov, ki jih imenuje predsednik z namenom povečanja števila zastopanih manjšin, kot so ženske in kopti. Zadnje predsedniške volitve so potekale od 26-28.marca 2018, parlamentarne pa oktobra in novembra 2020. Na predsedniških volitvah je zmagal dosedanji predsednik Abdel Fatah el Sisi. Naslednje predsedniške volitve so načrtovane za leto 2022, parlamentarne pa bodo leta 2024. Predsedniški mandat traja 6 let.

## Geografija
Egipt leži predvsem med 22 ° in 32 ° N zemljepisne širine in 25 ° in 35 ° E zemljepisno dolžine. Z 997.739 kvadratnimi kilometri je 30. največja država na svetu. Kljub temu je zaradi ekstremnih sušnih obdobij naseljenost skoncentrirana po ozki dolini Nila in njegove delte, kar pomeni, da približno 99 % prebivalstva uporablja le približno 5,5 % celotne površine. 98 % Egipčanov živi na 3 % ozemlja.
Egipt meji na Libijo na zahodu, Sudan na jugu ter Gazo in Izrael na vzhodu. Pomembna vloga Egipta v geopolitiki izhaja iz njegovega strateškega položaja: transkontinentalen narod zaseda ozemlje, ki je most med Afriko in Azijo. Sueško ožino, ki jo prečka plovna pot Sueški prekop, povezuje Sredozemsko morje z Indijskim oceanom prek Rdečega morja.
Poleg doline Nila je večina egiptovske pokrajine puščava z nekaj oazami, raztresenimi naokoli. Vetrovi ustvarjajo številne peščene sipine, visoke do 30 m. Egipt ima dele Sahare in libijske puščave. Te puščave so ščitile kraljestvo faraonov pred zahodnimi grožnjami in so jih v starem Egiptu imenovali "rdeča zemlja".
Mesta so: Aleksandrija, drugo največje mesto, Asuan, Asjut, Kairo, sodobna egiptovska prestolnica in največje mesto, Mahala in Kubra, Giza, mesto Kufujeve piramide, Hurgada, Luksor, Kom Ombo, Safaga, Port Said, Šarm el Šejk, Suez, kjer je južni konec Sueškega prekopa, Zagazig in Minja. Oaze so Baharija, Dahla, Farafra, Harga in Siva. Zaščitena območja so Narodni park Ras Mohamed, zaščiteno območje Zaranik in Siva.
13. marca 2015 so bili predstavljeni načrti za novo glavno mesto Egipta. 

### Podnebje
V Egiptu je zelo malo padavin. Večina dežja pade v zimskih mesecih. Južno od Kaira so povprečne padavine le okoli 2 do 5 mm na leto in v presledkih več let. Na zelo ozkem pasu severne obale je lahko količina padavin okoli 410 mm, v glavnem med oktobrom in marcem. Sneg pade na gore Sinaja in v nekaterih severnih obmorskih mestih, kot so Damijeta, Baltim, Sidi Barani itd. in le redko v Aleksandriji. Zelo majhna količina snega je padla v Kairu 13. decembra 2013, prvič po mnogih desetletjih.  Zmrzal je znana tudi sredi Sinaja in sredi Egipta. Egipt je suha in sončna država, večina njenega zemeljskega površja je puščava.
Egipt ima nenavadno toplo, sončno in suho podnebje. Povprečne visoke temperature so visoko na severu, v preostalem delu države so izjemno visoke poleti. Hladnejši sredozemski vetrovi dosledno pihajo prek severne morske obale, kar pomaga, da so temperature primernejše, še posebej na vrhuncu poletja. Kamsin je vroč, suh veter, ki izvira iz prostrane puščave na jugu in v bistvu piha spomladi ali v začetku poletja, prenaša žgoč pesek in prašne delce in običajno prinaša dnevne temperature nad 40 °C, včasih nad 50 °C bolj v notranjosti, medtem ko sorazmerna vlažnost pade na 5 % ali celo manj. Absolutne najvišje temperature se pojavijo, ko piha kamsin. Vreme je vedno sončno in jasno, zlasti v mestih, kot so Asuan, Luksor, Sohag in Asjut. To je eno izmed manj oblačnih in najmanj deževnih območjih na Zemlji.
Pred gradnjo Asuanskega jezu je Nil letno poplavljal (pogovorno dar Nila) in dopolnjeval egiptovsko zemljo in omogočal letino v stoletjih.
Morebitni dvig morske gladine zaradi globalnega segrevanja bi lahko ogrozil gosto naseljen obalni pas Egipta in imel hude posledice za gospodarstvo, kmetijstvo in industrijo v državi. V kombinaciji z naraščajočim demografskim pritiskom bi po mnenju nekaterih strokovnjakov za podnebje precejšen dvig morske gladine lahko do konca 21. stoletja spremenil milijone Egipčanov v okoljske begunce. 

### Biotska pestrost
Egipt je podpisal Konvencijo o biološki raznovrstnosti (Convention on Biological Diversity - CBD, Rio, 9. junij 1992)  in je postal pogodbenica konvencije 2. junija 1994. Nato je pripravil nacionalni načrt za biotsko strategijo in delovanje, ki je bila sprejeta 31. julija 1998.  Čeprav veliko nacionalnih strategij in akcijskih načrtov zanemarja biološka območja živali in rastlin, je načrt Egipta nenavaden pri zagotavljanju uravnotežene informacije o vseh oblikah življenja.
V načrtu je navedeno, da so v Egiptu odkrili različne skupine: alge (1483 vrst), živali (okoli 15.000 vrst, od katerih je bilo več kot 10.000 žuželk), glive (več kot 627 vrst), cepljivke (319 vrst ), rastline (2426 vrst), enoceličarje (371 vrst). Pri nekaterih večjih skupinah, na primer lišaji, številka ni bila znana. Poleg majhnih in dobro raziskanih skupin, kot so dvoživke, ptice, ribe, sesalci in plazilci, se bo verjetno število povečalo tudi za druge vrste. 
Danes je v Egiptu 28 zaščitenih območij in 18 nacionalnih parkov.

### Upravna območja
Egipt je razdeljen na 27 guvernatov (pokrajin). Ti so nadalje razdeljeni v regije. Regije imajo mesta in vasi. Vsak guvernat ima glavno mesto, ki ima včasih enako ime.
1. Matruh
2. Aleksandrija
3. Beheira
4. Kafr el Šejk
5. Dakahlija
6. Damieta
7. Port Said
8. Severni Sinaj
9. Garbia
10. Monufija
11. Kaljubija
12. Šarkija
13. Ismailija
14. Giza
15. Faijum
16. Kairo
17. Suez
18. Južni Sinaj
19. Beni Suef
20. Minja
21. Nova dolina
22. Asjut
23. Rdeče morje
24. Sohag
25. Kena
26. Luksor
27. Asuan

## Demografija
| leto | štev. preb. | leto | štev. preb. |
| ---- | ----------- | ---- | ----------- |
| 1882 | 6712        | 1960 | 26085       |
| 1897 | 9669        | 1966 | 30076       |
| 1907 | 11190       | 1976 | 36626       |
| 1917 | 12718       | 1986 | 48254       |
| 1927 | 14178       | 1996 | 59312       |
| 1937 | 15921       | 2006 | 72798       |
| 1947 | 18967       | 2013 | 84314       |

Egipt je tretja najbolj naseljena država na afriški celini. S približno 102, 3 milijoni prebivalcev se je od leta 2015 prebivalstvo zaradi napredka medicine in povečanja kmetijske produktivnosti med letoma 1970 in 2010 hitro povečevalo. Ko je leta 1798 Napoleon napadel državo, je bilo v Egiptu ocenjeno na samo 3 milijone prebivalcev. 
Ljudje Egipta so zelo urbanizirani, skoncentrirani vzdolž Nila (predvsem v Kairu in Aleksandriji), v delti reke in v bližini Sueškega prekopa. Egipčani so razdeljeni demografsko na tiste, ki živijo v večjih urbanih središčih, in felahe ali kmete, ki prebivajo v podeželskih vaseh.
Etnični Egipčani so daleč največja etnična skupina v državi in predstavljajo 91 % celotnega prebivalstva. Etnične manjšine so: Abazini, Turki, Grki, beduini arabskih plemen, ki živijo v vzhodnih puščavah in na Sinajskem polotoku, berbersko govoreči Sivi (Amazihi) v oazi Siva, in nubijske skupnosti ob Nilu. Obstajajo tudi plemenske skupnosti Bedža skoncentrirane v jugovzhodnem kotičku države in številni klani Domi večinoma v delti Nila in Faijumu, ki se postopoma asimilirajo kot posledica povečanje urbanizacije.
Po podatkih Mednarodne organizacije za migracije (International Organization for Migration) ocenjeno 2,7 milijona Egipčanov živi v tujini. Približno 70 % egipčanskih migrantov živi v arabskih državah (923.600 v Saudovi Arabiji, 332.600 v Libiji, 226.850 v Jordaniji, 190.550 v Kuvajtu, preostali drugje v regiji), preostalih 30 % prebiva večinoma v Evropi in Severni Ameriki (318.000 v Združenih državah Amerike 110.000 v Kanadi in 90.000 v Italiji). 
Egipt gosti tudi neznano število beguncev in prosilcev za azil, ocenjeno med 500.000 in 3.000.000. Palestinskih beguncev je okoli 70.000 in približno 150.000 nedavnih iraških beguncev, število največje skupine Sudancev je sporna. Starogrške in judovske skupnosti v Egiptu so skoraj izginile, vendar veliko egiptovskih Judov pride na verski obisk ali ob drugih priložnostih kot turisti. Več pomembnih judovskih arheoloških in zgodovinskih znamenitosti je v Kairu, Aleksandriji in drugih mestih.
Med ljudstvi starodavnega Bližnjega vzhoda so ostali samo Egipčani, kjer so bili, in so še vedno tisto, kar so bili, čeprav so spremenili enkrat svoj jezik in dvakrat svojo vero. V tem smislu so najstarejši narod na svetu. V večini svoje zgodovine je bil Egipt država, vendar šele v zadnjih letih resnično nacionalna država. Vendar pa revščina ter vera vplivata na nizko izobrazbo prebivalstva, nepismenih je namreč kar 44 % vseh prebivalcev.

### Jezik
Uradni jezik republike je moderna standardna arabščina. Arabščina je bila sprejeta po arabskem vdoru v Egipt. Pogovorni jeziki so egipčanska arabščina (68 %), saidska arabščina (29 %), vzhodnoegiptovska bedavi arabščina (1,6 %), sudanska arabščina (0,6 %), domarski (0,3 %), nubijski (0,3 %), bedžijski (0,1 %), sivijski in drugi. Poleg tega so glavni jeziki priseljencev grški, armenski in italijanski jezik. V Aleksandriji je bila v 19. stoletju velika skupnost italijanskih Egipčanov in italijanščina je bila lingua franca mesta.
Glavni tuji jeziki, ki se jih učijo v šolah, po vrstnem redu priljubljenosti so: angleščina, francoščina, nemščina in italijanščina.
Zgodovinski egiptovski jezik, znan tudi kot koptsko-egiptovski, je sestavljen iz egipčanskega in koptskega in je ločena veja v družini afro-azijskih jezikov. "Koiné" je narečje grškega jezika, čeprav ni doma v Egiptu in je bil pomemben v helenistični Aleksandriji. V veliki meri je bil uporabljen v filozofiji in znanosti te kulture. Poznejši prevodi iz grščine v arabščino so postali predmet študije arabskih učenjakov.

### Religija
Egipt je pretežno sunitska muslimanska država z islamom kot svojo državno religijo. Odstotek pripadnikov različnih verstev je v Egiptu sporna tema. Ocenjujejo, da je 90 % ljudi opredeljenih kot muslimani, 9 % kot koptski kristjani in 1 % je drugih krščanskih veroizpovedi. Nekonfesionalnih muslimanov je približno 12 %. 
Po islamu, ki je prišel v 7. stoletju, je Egipt postal središče politike in kulture v muslimanskem svetu. Pod Anvarjem el Sadatom je islam postal uradna državna religija in šeriat glavni vir prava. Ocenjuje se, da 15 milijonov Egipčanov sledi pravilom sufijev. Manjšina je šiitska. Jeruzalemski center za javne zadeve ocenjuje, da je 1–2,2 milijona šiitov. Ahmadijev je  manj kot 50 tisoč, salafistov (ultra konservativni) je 5 do 6 milijonov. Kairo je znan po svojih številnih mošejah z minareti in je bil imenovan Mesto 1000 minaretov. 
Egipt priznava le tri religije: islam, krščanstvo in judovstvo. Drugih ver in manjšinske muslimanske sekte ne priznava.

## Gospodarstvo
Egiptovsko gospodarsko je odvisno predvsem od kmetijstva, medijev, uvoza nafte, zemeljskega plina in turizma; več kot tri milijone Egipčanov dela v tujini, večinoma v Saudovi Arabiji, Perzijskem zalivu in Evropi. Dokončanje Asuanskega visokega jezu leta 1970 in posledično Naserjevega jezera je spremenilo reko Nil, s tem pa kmetijstvo in ekologijo Egipta. Hitro rastoče prebivalstvo, omejene kmetijske površine in odvisnost od Nila vse bolj obremenjujejo vire in pretresajo gospodarstvo.
Vlada je vlagala v komunikacije in fizično infrastrukturo. Egipt je prejemal pomoč Združenih držav od leta 1979 (v povprečju 2,2 milijardi ameriških dolarjev letno) in je tretja največja prejemnica teh sredstev iz Združenih držav Amerike po vojni v Iraku. Egiptovsko gospodarstvo se zanaša predvsem na naslednje vire dohodkov: turizem, nakazila Egipčanov, ki delajo v tujini ter prihodki od Sueškega prekopa.
Egipt ima razvit trg z energijo na osnovi premoga, nafte, zemeljskega plina in hidroenergijo. Imajo precejšnje zaloge premoga na severovzhodu Sinajskega polotoka, saj ga nakopljejo v višini približno 600.000 ton letno. Nafto in plin pridobivajo v zahodnih puščavskih regijah, Sueškem zalivu in delti Nila. Egipt ima ogromne zaloge plina, ki je ocenjen na 2180 kubičnih kilometrov, utekočinjen zemeljski plin so do leta 2012 izvozili v mnoge države.
Gospodarske razmere so se začele precej izboljševati po obdobju stagnacije, ker je vlada sprejela liberalnejšo ekonomsko politiko, pa tudi zaradi večjih prihodkov od turizma in cvetoče borze. V svojem letnem poročilu je Mednarodni denarni sklad (IMF) ocenil Egipt kot eno najboljših držav na svetu glede na gospodarske reforme.  Nekatere velike gospodarske reforme, ki jih je vlada uvedla že od leta 2003, vključujejo dramatične reze carin in davkov. Nova obdavčitev, izvedena v letu 2005, je znižala obdavčenje podjetij s 40 % na sedanjih 20 %, zaradi česar so se do leta 2006 100-odstotno povečali davčni prihodki.
Tuje neposredne naložbe v Egiptu v letu 2006 so se občutno povečale pred odstranitvijo Hosnija Mubaraka in so presegle 6 milijard dolarjev zaradi ukrepov ekonomske liberalizacije in privatizacije, ki jih je sprejel minister, pristojen za investicije Mahmuda Mohieddin. Po padcu Hosnija Mubaraka v letu 2011 so v Egiptu močno padli tuje naložbe in turistični prihodki, čemur so sledili 60-odstotni padec deviznih rezerv, 3-odstotni padec rasti in hitro razvrednotenje egiptovskega funta.
Najvidnejši multinacionalni podjetji sta Group Orascom in Raya Contact Center. V zadnjih nekaj letih se je hitro razširilo področje informacijskih tehnologij, veliko start-upov prodaja storitve v Severni Ameriki in Evropi, poslujejo s podjetji, kot so Microsoft, Oracle in druge velike korporacije, kot tudi številnimi malimi in srednje velikimi podjetji. Nekatera od teh podjetij so v Xceed Contact center, Raya, Connections E Group Connections in C3.
Po ocenah 2,7 milijona Egipčanov v tujini aktivno prispeva k razvoju svoje države z nakazili (7,8 milijarde ameriških dolarjev v letu 2009), kakor tudi promet človeškega in socialnega kapitala in naložb. Nakazila Egipčanov, ki živijo v tujini in pošiljajo domov denar, je dosegel rekordnih 21 milijard ameriških dolarjev v letu 2012 po podatkih Svetovne banke. 
Egipčanska družba je zmerno neenaka v smislu porazdelitve dohodka, saj je 35 do 40 % prebivalcev Egipta, ki zaslužijo manj kot 2 $ na dan, medtem ko se le okoli 2–3 % lahko šteje za premožne.
Egipt je včlanjen v WTO (World Trade Organization), GAFTA (Greater Arab Free Trade Area) in je član Vzhodno-Afriške skupine, ki se z združenjem COMESA (Common Market of Eastern and Southern Europe) pogaja o carinski zvezi. Od leta 2004 ima tudi podpisano (prosto carinsko) pogodbo o sodelovanju z EU. Podpisan ima tudi trgovinski sporazum z 21 državami iz Sao Paulo skupine GSTP (Global System of Trade Preferences among Developing Countries).Izboljšanje vodne in železniške infrastrukture ter reševanje nerazvitosti podeželja so še druge prednostne naloge vladne politike.

### Turizem
Turizem je ena najpomembnejših panog v egiptovskem gospodarstvu. Storitveni sektor predstavlja 54 % egiptovskega BDP in zaposluje 49 % prebivalstva. V storitvenem sektorju prevladujeta segmenta telekomunikacij in turizma.
Leta 2008 je več kot 12,8 milijona turistov obiskalo Egipt, kar zagotavlja prihodke v višini približno 11 milijard dolarjev. V turizmu je zaposlenih okoli 12 % egiptovske sile. Minister za turizem Hisham Zaazou je povedal strokovnjakom iz industrije in novinarjem, da je turizem ustvaril 9,4 milijarde $ v letu 2012. Egipt ima po zadnjih ocenah približno 898 hotelov in je drugi največji ponudnik hotelskih storitev v Afriki, takoj za Južnoafriško Republiko.
Nekropola v Gizah je najbolj ikonično mesto Egipta. Je tudi najbolj priljubljen turistični cilj  Egipta že od antike in je bila popularna v helenističnih časih, ko je bila Velika piramida navedena v Antipatros Sidonios kot eno izmed sedmih čudes sveta. 
Egipt ima veliko plaž ob Sredozemskem in Rdečem morju, več kot 3000 km. Rdeče morje ima čisto vodo, barvne koralne grebene, redke ribe in lepe gore. V zalivu Akba so plaže  tudi zelo primerne za  morske športe. Šarm el Šejk (ali Mesto miru), Hurgada, Luksor (znan kot največji muzej na prostem/ali mesto 1/3 svetovnih spomenikov), Dahab, Ras Sidr, Marsa Alam, Safaga in severna obala Sredozemlja so večji turistični kraji za rekreativni turizem.
Z veliko turističnimi dejavnostmi v Egiptu je idealno mesto za zgodovinski, verski, medicinski in zabaviščni turizem. Za vstop v Egipt je treba imeti veljaven potni list in v večini primerov tudi vizum. Poleg državljanov Združenega kraljestva in EU lahko državljani teh držav pridobijo vizum ob prihodu na katero koli od egiptovskih pristanišč: Avstralija, Kanada, Hrvaška, Gruzija, Japonska, Nova Zelandija, Norveška, Makedonija, Republika Koreja, Ruska federacija, Srbija, Ukrajina in ZDA. Državljani iz Velike Britanije, EU in ZDA, ki potujejo v Šarm el Šejk, Dahab, Nuveibo in Tabo za največ 15 dni, ne potrebujejo vizuma pred potovanjem, kot prost vstop velja žig, dodeljen ob prihodu.

### Energija
Egipt je proizvedel 691.000 sodov nafte in 2,141.05 TCF zemeljskega plina (leto 2013), zaradi česar je Egipt med največjimi proizvajalci nafte, ki ni članica Organizacije držav izvoznic nafte (OPEC, in drugi največji proizvajalec zemeljskega plina v Afriki. Leta 2013 je bil Egipt največji porabnik nafte in zemeljskega plina v Afriki, saj je porabil več kot 20 % celotne porabe nafte in več kot 40 % skupne porabe zemeljskega plina v Afriki. Egipt ima največje naftne rafinerijske zmogljivosti v Afriki s 726.000 sodov (v letu 2012).
Egipt ima veliko kopnega, sončno vreme in velike hitrosti vetra, zaradi česar je glavna lokacija za obnovljive vire energije. Egipt namerava povečati ponudbo električne energije, proizvedene iz obnovljivih virov, na 20 % do leta 2022 in 42 % do leta 2035. Vetrna energija naj bi dosegla 14 %, hidroenergija 2 %, sončna pa 25% delež. Posledično je največ tržnih priložnosti na področju vetrnih turbin, foto-voltaičnih panelov in sorodnih tehnologij ter pri opremi in tehnologijah za koncentrirano sončno energijo.

### Promet
Promet v Egiptu je osredotočen v Kairu in v glavnem sledi vzorcu poselitve vzdolž Nila. Osrednja linija 40.800 km železniškega omrežja poteka od Aleksandrije do Asuana in ga upravljajo egiptovske državne železnice. Cestna mreža se je hitro razširila na več kot 21.000 km in povezuje dolino Nila in delte Nila, Sredozemsko in obalo Rdečega morja, Sinaj in zahodne oaze.
Kairski metro je prvi od dveh podzemnih sistemov v Afriki in v arabskem svetu. Velja za enega najpomembnejših nedavnih projektov v Egiptu, ki je stal okoli 12 milijard egiptovskih funtov. Sistem sestavljajo tri linije, četrta  se pričakuje v prihodnosti.
Egipt je ena od držav, ki je bila pionir pri uporabi zračnega prometa, saj je vzpostavila letalskega prevoznika EgyptAir leta 1932. Letalska družba ima sedež na mednarodnem letališču v Kairu in deluje s potniškim in tovornim prometom z več kot 75 kraji na Bližnjem vzhodu, Evropi, Afriki, Aziji in Ameriki.Trenutno ima EgyptAir 80 letal.

#### Sueški prekop
Sueški prekop je umetna plovna morska pot in velja za najpomembnejše središče pomorskega prometa na Bližnjem vzhodu, ki povezuje Sredozemsko in Rdeče morje. Odprt je bil v novembru 1869 po 10 letih gradnje in omogoča ladijski promet med Evropo in Azijo, ne da bi morali okoli Afrike. Severni terminal je Port Said, južni je Port Tavfik v mestu Suez. Ismailija leži na zahodnem bregu. Prekop je 193,30 km  dolg, 24 m  globok in 205 metrov širok. Sestavljen je iz severnega dostopa do prekopa (22 km), prekopa samega (162,25 km) in južnega dostopa (9 km). Prekop ima en pas z izogibališčem v "Ballah by-pass" in Velikem jezeru Bitter. Nima zapornic; morska voda teče prosto skozi prekop. Na splošno velja, da severno od jezera teče proti severu pozimi in proti jugu poleti.

## Kultura
Egipt je znan kulturni pobudnik arabsko govorečega sveta. Na sodobno arabsko in bližnjevzhodno kulturo močno vplivajo egiptovska literatura, glasba, film in televizija. Egipt je v petdesetih in šestdesetih letih 20. stoletja dobil vlogo regionalnega vodje, kar je še dodatno trajno spodbudilo položaj egiptovske kulture v arabskem govoru. 
Egiptovska identiteta se je razvila v obdobju dolge okupacije, da bi se prilagodila islamu, krščanstvu in judovstvu; in novi jezik, arabski in njegov govorjeni potomec, egiptovska arabščina, ki temelji tudi na mnogih starih egipčanskih besedah. 
Delo zgodnjega učenjaka iz 19. stoletja Rifa'a al Tahtawija je ponovno obudilo zanimanje za egiptovsko antično obdobje in izpostavilo egipčansko družbo načelom razsvetljenstva. Tahtawi je z izobraženim reformatorjem Ali pašo Mubarakom ustanovil domačo egiptološko šolo, ki je iskala navdih pri srednjeveških egipčanskih učenjakih, kot sta Suyuti in Maqrizi, ki sta sama preučevala zgodovino, jezik in antiko Egipta. 
Egiptovska renesansa je dosegla vrh v poznem 19. in začetku 20. stoletja s pomočjo ljudi, kot so Muhammad Abduh, Ahmed Lutfi el-Sayed, Muhammad Loutfi Goumah, Tawfiq el-Hakim, Louis Awad, Qasim Amin, Salama Moussa, Taha Hussein in Mahmoud Mokhtar. Ustvarili so liberalno pot za Egipt, izraženo kot zavezanost osebni svobodi, sekularizmu in veri v znanost, da bi dosegli napredek. 

### Umetnost
Egipčani so bili ena prvih večjih civilizacij za kodifikacijo oblikovalskih elementov v umetnosti in arhitekturi. Egipčansko modra, znana tudi kot kalcijev bakrov silikat, je pigment, ki ga Egipčani uporabljajo že tisoče let. Velja za prvi sintetični pigment. Stenske slike, narejene v službi faraonov, so sledile togi kodi vizualnih pravil in pomenov. Egipčanska civilizacija je znana po svojih ogromnih piramidah, templjih in grobnicah.
Znani primeri so Džoserjeva piramida, ki jo je zasnoval starodavni arhitekt in inženir Imhotep, Sfinga in tempelj Abu Simbel. Moderna in sodobna egipčanska umetnost je lahko tako raznolika kot druga dela na svetovni likovni sceni, od ljudske arhitekture Hassana Fathyja in Ramsesa Wissa Wassefa, do skulptur Mahmouda Mokhtarja do značilne koptske ikonografije Isaaca Fanousa. Operna hiša v Kairu je glavno uprizoritveno mesto v prestolnici.

### Muzeji
Egipt ima eno najstarejših civilizacij na svetu. Bila je v stiku s številnimi drugimi civilizacijami in narodi in je šla skozi obdobja od prazgodovine do sodobne dobe. Zaradi te velike razlike v starosti obdobij in stalnih stikov z drugimi narodi v Egiptu lahko najdemo vsaj 60 muzejev, ki v glavnem pokrivajo široko področje teh starosti in konfliktov.
Trije glavni muzeji so Egipčanski muzej v Kairu, ki ima več kot 120.000 predmetov, Egipčanski narodni vojaški muzej in Panorama 6. oktobra.
Veliki egipčanski muzej, znan tudi pod imenom Giza muzej, je v gradnji. V njem bo največja zbirka starih egipčanskih artefaktov na svetu, opisan je kot največji arheološki muzej na svetu. Muzej naj bi se odprl spomladi 2019 in bo postavljen na 50 ha površine okoli 2 km od nekropole v Gizi in je del novega glavnega projekta za planoto. 

### Kuhinja
Egipčanska kuhinja je posebej ugodna za vegetarijance, saj temelji na stročnicah in zelenjavnih  jedeh. Čeprav v Aleksandriji in na obali Egipta običajno uporabljajo veliko rib in drugih morskih sadežev, večinoma kuhinja temelji na živilih, ki rastejo iz tal. Meso je bilo v večini zgodovine zelo drago, zato se je kuhinja razvila v številne vegetarijanske jedi.
Nekateri menijo, da je kušari (mešanica riža, leče in makaronov) narodna jed. Kušariju lahko dodamo tudi ocvrto čebulo. Poleg tega je ful medames (pire iz fižola) ena izmed najbolj priljubljenih jedi. Fižov fava se uporablja tudi pri izdelavi falafla (znan tudi pod imenom ta'miya), ki morda izvira iz Egipta in se je razširil na druge dele Bližnjega vzhoda. Česen, ki ga ocvrejo s koriandrom, se doda molokiji, priljubljeni zeleni juhi iz drobno sesekljanih listov jute, včasih s piščancem ali zajcem.